# 루드비카 마리아 곤차가

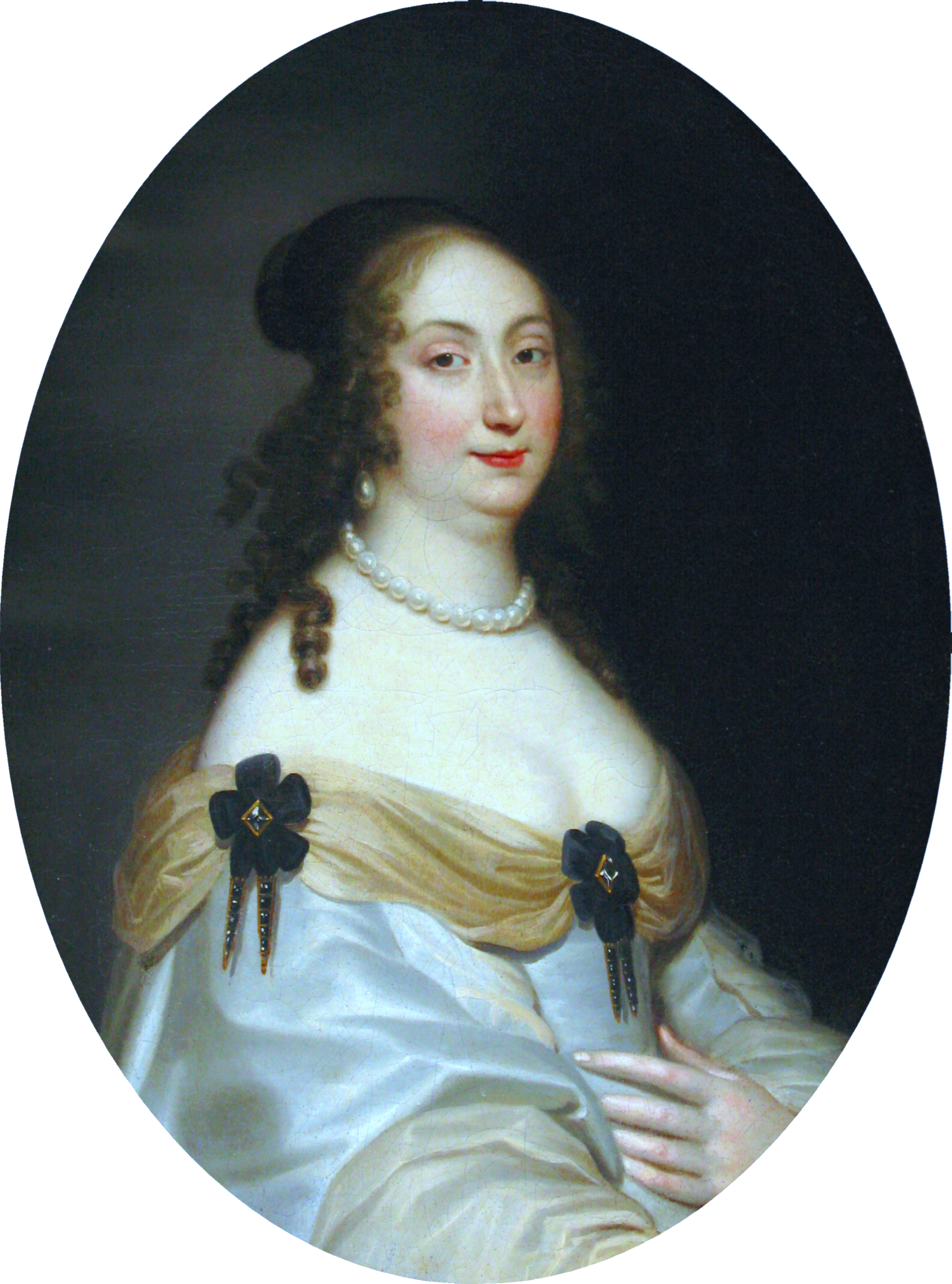
폴란드 왕비 루드비카 마리아 곤자가

루드비카 마리아 곤차가(폴란드어: Ludwika Maria Gonzaga, 1611년 8월 18일 ~ 1667년 5월 10일)는 폴란드 국왕 브와디스와프 4세 바사와 얀 2세 카지미에시 바사의 왕비이다. 이탈리아의 명문 귀족인 곤차가 가문 출신으로 만투바 공작 카를로 1세 곤차가와 카트린 드 기즈의 딸이다.
1645년 마리아는 아내 체칠리아 레나타를 잃은 브와디스와프 4세와 결혼했지만 약 2년 만에 남편과 사별했다. 그 후 마리아는 남편의 이복동생이자 차기 국왕인 얀 2세와 결혼했다. 얀 2세와의 사이에서 태어난 아이들은 모두 요절해 얀 2세 사후 폴란드의 왕위 및 리투아니아 대공위는 미하우 코리부트 비시니오비에츠키가 이었다.